# Strychnos alvimiana
Strychnos alvimiana är en tvåhjärtbladig växtart som beskrevs av Krukoff och Barneby. Strychnos alvimiana ingår i släktet Strychnos och familjen Loganiaceae. Inga underarter finns listade i Catalogue of Life.